# Сядемка
Сядемка (ранее Успенское, Успенско-Богородское) — село в Земетчинском районе Пензенской области России. Входит в состав Краснодубравского сельсовета.

## География
Расположено в северо-западной окраине региона в 206 км от Пензы и 172 км от Тамбова.

## История
Село основано в конце XVII века крестьянами Кирилло-Белозерского монастыря, выходцами Касимовского уезда из рязанской Мещеры. Местность упоминается в 1631 г. как липяг (липовый лес) и речка Сюдадим или Сядадим, на которых находился бортный ухожай.
Село Сядемка — это мещерское село. Мещера сформировались при ассимиляции местных финно-угров и была уникальной народностью, ныне считаются исчезнувшим субэтносом русских. Впоследствии, мещера обрусела и ничем не отличалась от русского населения и является группой русского населения, но различающиеся своими этнокультурными особенностями. В 1780 году Сядемка — село государственных крестьян Спасского уезда Тамбовской губернии. В 1882 году снова Сядемка — волостной центр, с 1928 года село в составе Керенского уезда, с 1939 года — Салтыковского района Пензенской области. С 1955 года — центр Сядемского сельского совета Земетчинского района, в настоящее время Сядемка находится на территории Краснодубравского сельсовета.

## Сядемский диалект
Особенности в языке прослеживался свой говор — «яканье». Сядемский диалект представляет собой сочетание элементов среднерусских и южнорусских говоров с преобладанием последних. Объясняется это тем, что диалект имеет мещерские корни. Образовавшийся диалект не укладывается в привычные модели и сочетания разновидности речи. Для среднерусского говора в селе характерен тип: «яканье» с произношением предударных гласных (вясна, в лясу, няси, гляжу), мягкое «к» (сынкя, внучькя) или имен вместо Валя-Валькя, вместо Анна-Онькя. Из-за этого селян ещё называют -Ягунами.

## Успенский храм преподобного Кирилла Белозерского
В 1811 году в селе Сядемка был построен каменный с приделом Успенский храм, уменьшенной копией Петропавловского собора, во имя преподобного Кирилла Белозёрского. Храм простоял 150 лет и в начале 1960-х годов он находился в аварийном состоянии и был снесен, при демонтаже церкви погиб один рабочий. Из кирпича бывшего храма было построено три объекта: коровник, конюшня и школа. Все постройки сгорели в разное время (в начале 1970-х) и все во время грозы.

## Население
| 1862  | 1877  | 1897  | 1913  | 1926  | 1936  |
| ----- | ----- | ----- | ----- | ----- | ----- |
| 1657  | ↗2095 | ↗2745 | ↗3369 | ↘3027 | ↘2630 |
| 1959  | 1970  | 1979  | 1989  | 1996  | 2002  |
| ↘1678 | ↗2006 | ↘1421 | ↘815  | ↘646  | ↘446  |
| 2010  |       |       |       |       |       |
| ↘295  |       |       |       |       |       |

## Инфраструктура
Коллективное сельское хозяйство. Развито было свекловодство. В селе имеется фельдшерско-акушерский пункт, отделение почтовой связи.

## Транспорт
Подъездная дорога от села Вяземка на автодороге 58Н-69 «Земетчино — Зубова Поляна».

## Известные жители, уроженцы
Малая родина Героев Социалистического Труда П. М. Анашкиной, Е. И. Онниковой, М. В. Чуйковой, С. В. Васюниной. В селе родился 6 сентября 1947 года «Почётный гражданин Пензенской области» Василий Алексеевич Вдонин.